# (62503) Tomcave
(62503) Tomcave est un astéroïde de la ceinture principale.

## Description
(62503) Tomcave est un astéroïde de la ceinture principale. Il fut découvert le 30 septembre 2000 à Anza (Californie) par Michael Collins et Minor White. Il présente une orbite caractérisée par un demi-grand axe de 2,71 UA, une excentricité de 0,17 et une inclinaison de 14,2° par rapport à l'écliptique.

## Compléments